# Стівен Саско
Стівен Суско — американський оператор,продюсер та режисер. Більш відомий за написанням сюжетів до фільмів жахів: Прокляття, Прокляття 2 та Техаська різанина бензопилою. Його Режисерський дебют відбувся стрічкою Видалити з друзів 2. 

## Кар'єра
Стівен Суско закінчив університет Нотр-Дам у 1995 році та школу телебачення 1999 року. Знявся в трилогії Блюз примарної дороги Джонатана Маберрі, разом з Кеном Форі, Джимом О'Ріром, Томом Савіні та Деббі Рошон. Суско був сценаристом фільму Red та Техаська різанина бензопилою. Автор збірника оповідань The Butcherhouse Chronicles. 

## Особисте життя
Суско одружився з Бріджит Фолі в 2005 році. Живе в Белевью, має двох дітей.

## Фільмографія
| Рік  | Фільм                        | В якості            | Прим.                                                              |
| ---- | ---------------------------- | ------------------- | ------------------------------------------------------------------ |
| 1996 | Містер Жовтень               | Продюсер            | Короткометражка                                                    |
| 1998 | Експрес:Підйом до Слави      | Звукооператор       | Короткометражка                                                    |
| 2004 | Прокляття                    | Сценарист           |                                                                    |
| 2005 | Озлоблені демони             | Продюсер            | Короткометражка                                                    |
| 2006 | Прокляття 2                  | Сценарист           |                                                                    |
| 2007 | Останній дзвінок             | Продюсер            | Короткометражка                                                    |
| 2008 | Red                          | Оператор            |                                                                    |
| 2009 | Злі речі                     | Подяка              |                                                                    |
| 2009 | Одна година фантазії дівчини | Велика подяка       |                                                                    |
| 2010 | Круті кекси                  | Оператор, продюсер  | Сценарист разом з Джоном Стальбергом молодшим та Еріком Лінторстом |
| 2012 | Скринька прокляття           | Продюсер            |                                                                    |
| 2013 | Техаська різанина бензопилою | Сценарист           | Разом з Адамом Маркусом та Деброй Салліван                         |
| 2013 | Людська раса                 | Спеціальна подяка   |                                                                    |
| 2014 | За межами досяжності         | Сценарист, продюсер |                                                                    |
| 2017 | Муза смерті                  | Спеціальна подяка   |                                                                    |
| 2018 | Видалити з друзів 2          | Режисер, сценарист  |                                                                    |
| 2018 | Hell Fest                    | Сценарист           | Разом з Вільямом Пеніком та Крістофером Сеєм                       |